# Cathédrale du Sacré-Cœur-de-Jésus de Tripoli
Grande mosquée Gamal Abdel Nasser
La cathédrale de Tripoli (italien : cattedrale di Tripoli ; arabe : كاتدرائية طرابلس) est un ancien édifice religieux catholique romain, situé à Tripoli, la capitale de la Libye. Elle se situait au niveau de la place de la Cathédrale (aujourd'hui place d'Algérie), à proximité du centre-ville. Elle est devenue la Grande mosquée Gamal Abdel Nasser en 1970.

## Histoire
Les travaux de la cathédrale commencèrent autour de 1923 et s'achevèrent officiellement en 1928 durant l'ère de la colonisation italienne. L'architecte principal en est Saffo Panteri, qui conçut l'édifice avec un style néo-roman, dominé par une grande coupole de 46 mètres de hauteur. Le campanile était originellement orné de gravures de style vénitien.
Il s'agit du second édifice catholique tripolitain à avoir été construit, le premier étant la Santa Maria degli Angeli, construite par la communauté maltaise de la ville en 1870 durant la période ottomane.
50 000 personnes, le plus souvent localisées autour de Tripoli, étaient catholiques avant la révolution, ce qui équivaut à moins d'un pour cent de la population libyenne totale. Beaucoup de ces personnes étaient soit des descendants d'anciens colons italiens soit des personnes d'origine maltaise ou philippine. Un grand nombre d'entre eux décidèrent de fuir le pays durant les troubles liés à la révolution libyenne de 2011 et les deux guerres civiles qui en résultèrent.

## Transformation en mosquée

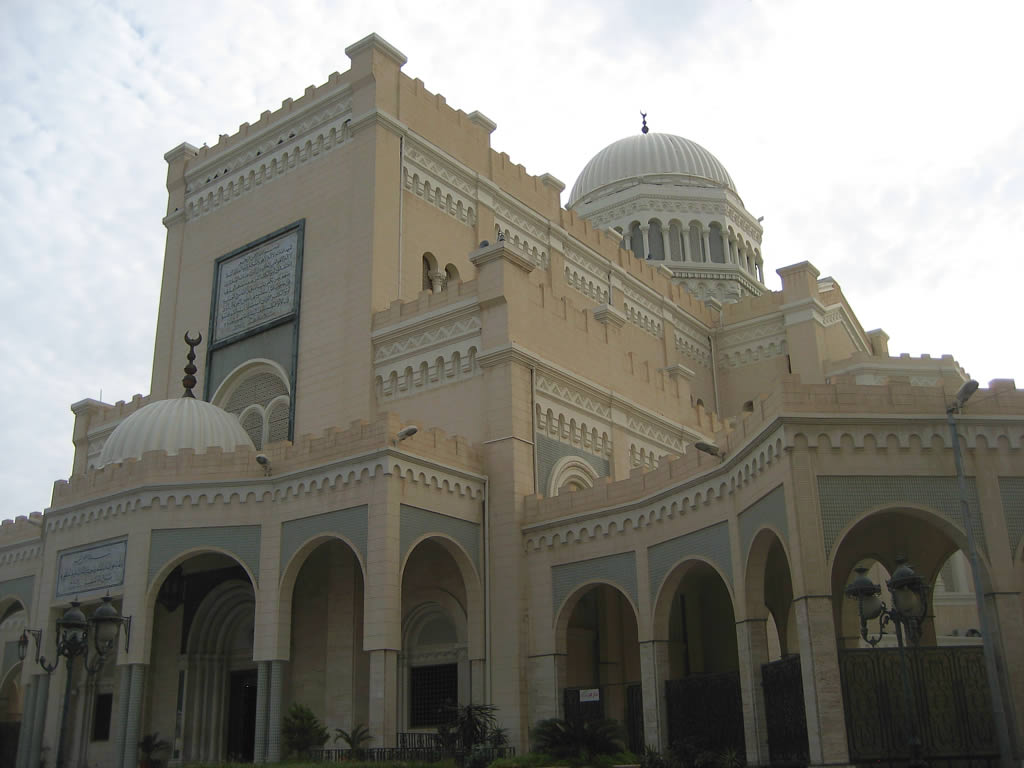
La cathédrale transformée en mosquée.

Peu après son accession au pouvoir, le nouveau dirigeant de la Libye Mouammar Kadhafi ordonna la conversion de la cathédrale de Tripoli en grande mosquée, nommée en hommage au président égyptien Gamal Abdel Nasser. 
Le campanile fut remplacé par un minaret et plusieurs des autres spécificités architecturales d'origine furent supprimées et remplacées par une architecture bien plus locale et contemporaine. L'ensemble des travaux s'achevèrent vers le début des années 2000.